# Loki (lik)
Loki Laufeyson, po posvojitvi Loki Odinson, je izmišljena oseba in antijunak stripov ameriške založbe Marvel. Ustvarili so ga risarji Stan Lee, Larry Lieber in Jack Kirby po istoimenskem božanstvu iz nordijske mitologije. Prvič se je pojavil v stripu Journey into Mystery #85 oktobra 1962. Je eden izmed bogov Asgarda, v stripih pa je prikazan kot asgardski bog nagajivosti, zvit prevarant in mojster asgardske magije ter čarovništva. Je posvojeni sin asgardskega kralja Odina, ter posvojeni brat Thora, boga groma in Hele, boginje smrti.
Poleg upodobitve v stripih je bila pozneje posneta serija Loki z dvema sezonama, pojavlja pa se tudi v filmih Thor, Thor: Svet teme, Thor: Ragnarok, Maščevalci, Maščevalci: Brezmejna vojna in Maščevalci: Zaključek.